# Ferula persica
Ferula persica là một loài thực vật có hoa trong họ Hoa tán. Loài này được Willd. mô tả khoa học đầu tiên năm 1798.